# Symbols
Symbols è l'undicesimo album dei KMFDM, pubblicato nel 1997.

## Tracce
1. "Megalomaniac" (En Esch, Sascha Konietzko, Günter Schulz) – 6:07
2. "Stray Bullet" (Esch, Konietzko, Schulz) – 5:32
3. "Leid und Elend" (Esch, Konietzko, Schulz) – 6:10
4. "Mercy" (Esch, Konietzko, Schulz) – 5:00
5. "Torture" (Nivek Ogre, Konietzko) – 7:04
6. "Spit Sperm" (Raymond Watts, Esch, Konietzko, Schulz) – 4:46
7. "Anarchy" (Tim Sköld, Esch, Konietzko, Schulz, Bill Rieflin) – 5:35
8. "Down and Out" (Esch, Konietzko, Abby Travis, Schulz) – 6:40
9. "Unfit" (Watts, Esch, Konietzko, Schulz) – 6:01
10. "Waste" (Konietzko, Travis, Esch, Rieflin, Schulz) – 3:39

## Formazione
- Sascha Konietzko – Sequencer, Tastiere, Voce (1-6, 8, 10), Percussioni (7, 8)
- En Esch – Voce (1-6, 8, 10), Percussioni (2, 7, 8), Chitarra (2)(6, 9), Cimbali (4, 6), Tamburello (4), Tastiere (7-10), Pianoforte (10)
- Günter Schulz – Chitarra, Tastiere (2)(4, 9), Seconda voce (6, 10), Percussioni (7, 8)
- Abby Travis – Voce (1, 2, 4, 7, 8, 10), Basso (6, 9)
- Raymond Watts – Voce (6, 9)
- Nivek Ogre – Voce (5)
- Tim Skold – Voce (7)
- William Rieflin – Batteria (6, 10), Loops (7, 10), Percussioni (7), Sequencer (10)
- Michel Bassin – Chitarra (4, 7-9), Percussioni (7)
- Amy Denio – Sassofono (8)